# 哈素海退水渠

哈素海及周边河流灌渠

哈素海退水渠，又称哈素海退洪渠、哈素海泄洪渠，中华人民共和国内蒙古自治区呼和浩特市土默特左旗西部哈素海的泄洪渠，是哈素海泄洪的唯一通道，同时也承担周边灌区的排水任务。哈素海退水渠为大黑河故道，渠道经过土默特左旗、土默特右旗和托克托县三个旗县，地跨呼和浩特市和包头市两个地级市。